# Grup de la deerita-howieïta
El grup de la deerita-howieïta és un grup de minerals de la classe dels silicats format per quatre espècies: deerita, howieïta, johninnesita i taneyamalita. La deerita, una de les espècies que dona nom al grup, cristal·litza en el sistema monoclínic, mentre que les altres tres ho fan en el triclínic.
| Espècie      | Fórmula                          |
| ------------ | -------------------------------- |
| Deerita      | (Fe,Mn)₆(Fe,Al)₃[Si₆O₁₇]O₃(OH)₅  |
| Howieïta     | Na(Fe,Mn)₁₀(Fe,Al)₂Si₁₂O₃₁(OH)₁₃ |
| Johninnesita | Na₂Mn²⁺₉Mg₇(OH)₈[AsO₄]₂[Si₆O₁₇]₂ |
| Taneyamalita | (Na,Ca)(Mn,Mg,Fe)₁₂Si₁₂(O,OH)₄₄  |

Segons la classificació de Nickel-Strunz els minerals d'aquest grup pertanyen a «09.DH - Inosilicats amb 4 cadenes senzilles periòdiques, Si₄O₁₂» juntament amb els següents minerals: leucofanita, ohmilita, haradaïta, suzukiïta, batisita, shcherbakovita, taikanita, krauskopfita, balangeroïta, gageïta, enigmatita, dorrita, høgtuvaïta, krinovita, makarochkinita, rhönita, serendibita, welshita, wilkinsonita, safirina, khmaralita, surinamita i agrel·lita.